# Шубарт (награда)
Литературната награда „Шубарт“ (на немски: Schubart-Literaturpreis) е учредена през 1955 г. от град Аален в чест на Кристиан Фридрих Даниел Шубарт. От 1956 г. се присъжда на всеки две години на немскоезични писатели, чиито литературни или журналистически постижения са „в традицията на свободолюбивата и просветителска мисъл на поета, композитора и първия немски журналист Кристиан Фридрих Даниел Шубарт“.
Отличието възлиза на 15 000 €.
След 2011 г. се присъжда и Поощрителна награда Шубарт в размер на 5000 €.

## Носители на наградата (подбор)
- Михаел Ман (1968)
- Петер Хертлинг (1974)
- Алис Шварцер (1997)
- Роберт Гернхарт (2001)
- Уве Тим (2003)
- Фридрих Кристиан Делиус[1] (2007)
- Ханс Кристоф Бух (2011)
- Джени Ерпенбек (2013)
- Саша Станишич (2017)
- Даниел Келман (2019)